# Die Himmel erzählen die Ehre Gottes

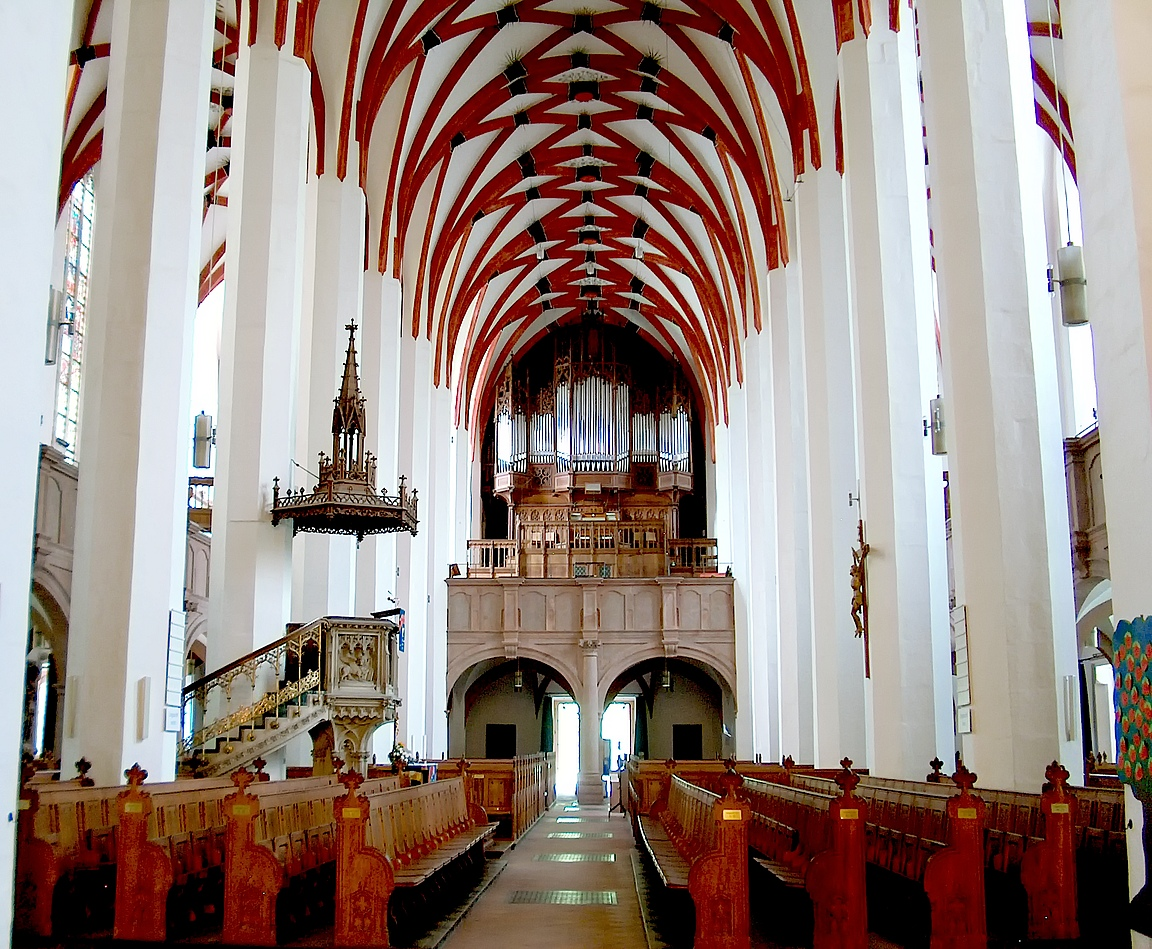
Église Saint-Thomas de Leipzig, 2008

Pour les articles homonymes, voir Ehre.
Die Himmel erzählen die Ehre Gottes (Les cieux racontent la gloire de Dieu), (BWV 76), est une cantate de Johann Sebastian Bach composée à Leipzig en 1723.

## Histoire et livret
Bach composa cette cantate à l'occasion du deuxième dimanche après la Trinité. Pour cette destination liturgique, une autre cantate a franchi le seuil de la postérité : la BWV 2. Il la dirigea à un service de l'Église Saint-Thomas de Leipzig le 6 juin 1723, une semaine après Die Elenden sollen essen, BWV 75,, première cantate qu'il ait présenté en tant que nouveau cantor. La forme majestueuse de ces deux compositions représente un manifeste esthétique destiné à séduire les fidèles et à les convaincre du bien-fondé de la nomination du nouveau cantor. Il s'agit de la deuxième opus de son premier cycle annuel de cantates, comparable à la première, Die Elenden sollen essen, (BWV 75) avec son inhabituelle présentation de 14 mouvements en deux parties symétriques. A bien des points de vue la cantate est semblable à la précédente mais a pu être composée à Leipzig si l'on en croit un manuscrit couvert de nombreuses corrections. Bach avait commencé à écrire une cantate pour chaque dimanche et chaque fête du calendrier liturgique, « une entreprise artistique de la plus grande ampleur » selon Christoph Wolff.
Les lectures prescrites pour ce dimanche étaient Première épître de Jean 3:13–18, et Luc. 14: 16 –24, la parabole du grand banquet. Le poète inconnu est vraisemblablement le même que celui de la première cantate de Leipzig, elle aussi en 14 mouvements disposés en deux parties symétriques devant être jouées avant et après le sermon. Une fois encore la cantate commence avec un psaume, 19: 1,3 (verset 2 et 4 dans la Bible de Luther), qui relie l'Évangile à l'Ancien Testament. Dans les deuxième et troisième mouvements, le poète développe l'idée de l'Univers louant la création de Dieu.
Dans les deux mouvements suivants, il déplore à la suite de l'Évangile que les gens cependant ne suivent pas l'invitation de Dieu et il les invite donc « von allen Straßen » (de toutes les rues) et les bénit tous comme le dit le sixième mouvement. La première partie se clôt sur la première strophe du choral Es woll uns Gott genädig sein de Martin Luther, une paraphrase du psaume 67. La première partie devait être jouée avant le sermon et la deuxième après le sermon. La deuxième partie traite des devoirs de ceux qui suivent l'invitation de Dieu, à savoir partager l'amour du Christ afin d'atteindre le paradis sur terre, idée également exprimée dans l'épître de Jean. L’œuvre se termine avec la troisième strophe du choral de Luther.

## Structure et instrumentation
La cantate est écrite pour quatre solistes (soprano, alto, ténor, basse), un chœur à quatre voix, trompette naturelle, deux hautbois, hautbois d'amour, deux violons, alto, viole de gambe et basse continue.
Partie I
1. chœur : Die Himmel erzählen die Ehre Gottes
2. récitatif (ténor) : So lässt sich Gott nicht unbezeuget!
3. aria (soprano) : Hört, ihr Völker, Gottes Stimme
4. récitatif (basse) : Wer aber hört, da sich der größte Haufen
5. aria (basse) : Fahr hin, abgöttische Zunft!
6. récitatif (alto) : Du hast uns, Herr, von allen Straßen
7. choral : Es woll uns Gott genädig sein

Partie II
1. sinfonia
2. récitatif (basse) : Gott segne noch die treue Schar
3. aria (ténor) : Hasse nur, hasse mich recht
4. récitatif (alto) : Ich fühle schon im Geist
5. aria (alto) : Liebt, ihr Christen, in der Tat!
6. récitatif (ténor) : So soll die Christenheit
7. choral : Es danke, Gott, und lobe dich

Les deux parties sont construites comme le même arrangement d'une alternance de récitatifs et d'arias avec un choral de conclusion, mais la deuxième partie s'ouvre sur une sinfonia à la place d'un chœur.

## Musique
Comme pour le chœur d'ouverture de la BWV 75, Bach divise le psaume en deux sections comme dans un prélude et fugue à grande échelle. Un concerto instrumental assure l'unité de ce prélude alors que la trompette appelle pour dire la gloire de Dieu. La fugue est une permutation qui développe deux fois le sujet en commençant par les voix jusqu'à une entrée triomphale de la trompette, semblable au premier chœur de Wir danken dir, Gott, wir danken dir, BWV 29, composé bien plus tard et utilisé deux fois dans la Messe en si mineur.
Dans le premier récitatif, les cordes accompagnent les voix, plus particulièrement en motif dans la section centrale, « évoquant l'esprit de Dieu se déplaçant à la surface des eaux » selon un critique. La trompette et la basse transmettent l'appel à « bannir la tribu des idolâtres » tandis que les cordes illustrent peut-être « la horde des infidèles ». Le dernier récitatif mène à un arioso dans le choral dans lequel Bach fait jouer au violon une partie obbligato dans la disposition en quatre parties des voix et sépare les vers par des interludes, tandis que les trompettes annoncent les vers suivants. Le continuo joue ostinato un motif dérivé du premier vers du choral.
Alors que la première partie commence avec une trompette annonçant (« erzählen ») la gloire de Dieu, la deuxième partie débute dans une intime ambiance de musique de chambre avec hautbois d'amour et viole de gambe, se concentrant sur la « brüderliche Treue » (confiance fraternelle). La sinfonia pour les deux instruments est une réminiscence à la fois des compositions de Bach pour la cour à Köthen et d'une ouverture à la française, indiquée « adagio » puis « vivace ». Bach utilisa ce mouvement ultérieurement dans son trio pour orgue BWV 528. Gardiner définit ce mouvement : « de fait une sonata da chiesa ». L'aria du ténor illustre la relation masochiste « Hais moi, hais moi de toute ta puissance, oh race hostile ! » par une première entrée dissonante sur une ligne de basse ostinato pleine de sauts et de répits d'interruption,. Le hautbois d'amour et la viole de gambe reviennent pour accompagner la dernière aria, et« l'obscure vertu des voix et des instruments créé un sentiment de paix et d'introspection» . La musique du choral final est la même que celle de la première partie.

## Source
- (en) Cet article est partiellement ou en totalité issu de l’article de Wikipédia en anglais intitulé « Die Himmel erzählen die Ehre Gottes, BWV 76 » (voir la liste des auteurs).